# 芒德城鎮區 (阿肯色州克里坦登縣)
芒德城鎮區（英語：Mound City Township）是位於美國阿肯色州克里坦登縣的一個行政鎮區。

## 地方資料
芒德城鎮區的面積為71.68平方千米，當中陸地面積為66.65平方千米，而水域面積為5.03平方千米。根據2010年美國人口普查的數據，當地共有人口464人，而人口密度為每平方千米6.47人。